# Campionati mondiali di short track 2012
I Campionati mondiali di short track 2012 sono stati la 32ª edizione della manifestazione. Si sono svolti allo Shanghai Oriental Sports Center di Shanghai, in Cina, dal 9 all'11 marzo 2012.

## Partecipanti per nazione
La lista dei partecipanti era composta da 143 atleti da 33 distinte nazioni, di cui 69 uomini e 74 donne.
| Nazione (Donne/Uomini)                                                                                            | Nazione (Donne/Uomini)                                                                                       | Nazione (Donne/Uomini)                                                                                      | Nazione (Donne/Uomini)                                                                                        | Nazione (Donne/Uomini)                                                 | Nazione (Donne/Uomini) |
| --- | --- | --- | --- | ---------------------------------------------------------------------- | ---------------------- |
| Argentina (0/1) Australia (2/2) Bosnia ed Erzegovina (0/1) Bulgaria (5/1) Cina (1/5) Germania (3/3) Francia (2/2) | Hong Kong (1/1) Italia (5/3) Giappone (5/5) Canada (1/5) Kazakistan (2/2) Lettonia (0/1) Nuova Zelanda (0/1) | Paesi Bassi (5/5) Corea del Nord (2/2) Austria (2/0) Polonia (1/1) Taiwan (1/1) Russia (5/5) Svizzera (0/1) | Singapore (0/1) Slovacchia (1/0) Spagna (1/2) Corea del Sud (5/5) Rep. Ceca (3/0) Turchia (0/2) Ucraina (2/2) | Ungheria (2/2) Stati Uniti (5/5) Gran Bretagna (2/5) Bielorussia (5/2) |                        |

## Podi

### Uomini
| Evento              | Oro                                                                                           | Punti/Tempo | Argento                                                                     | Punti/Tempo | Bronzo                                                        | Punti/Tempo |
| Classifica generale | Kwak Yoon-gy                                                                                  | 102 pt.     | Noh Jin-kyu                                                                 | 76 pt.      | Olivier Jean                                                  | 52 pt.      |
| 500 m               | Olivier Jean                                                                                  | 41"077      | Charles Hamelin                                                             | 41"186      | Kwak Yoon-gy                                                  | 41"479      |
| 1000 m              | Kwak Yoon-gy                                                                                  | 1'27"772    | Noh Jin-kyu                                                                 | 1'34"463    | Charles Hamelin                                               | 1'55"181    |
| 1500 m              | Noh Jin-kyu                                                                                   | 2'15"661    | Kwak Yoon-gy                                                                | 2'15"775    | Sin Da-woon                                                   | 2'15"861    |
| 3000 m              | Kwak Yoon-gy                                                                                  | 4'40"401    | Noh Jin-kyu                                                                 | 4'40"407    | Sin Da-woon                                                   | 4'41"000    |
| Staffetta 5000 m    | Canada Charles Hamelin Guillaume Bastille François-Louis Tremblay Olivier Jean Liam McFarlane | 6'42"570    | Paesi Bassi Niels Kerstholt Daan Breeuwsma Freek van der Wart Sjinkie Knegt | 6'42"626    | Corea del Sud Kwak Yoon-gy Lee Ho-suk Noh Jin-kyu Sin Da-woon | 6'42"629    |

### Donne
| Evento              | Oro                                            | Punti/Tempo | Argento                                                             | Punti/Tempo | Bronzo                                                          | Punti/Tempo |
| Classifica generale | Li Jianrou                                     | 60 pt.      | Valérie Maltais                                                     | 47 pt.      | Arianna Fontana                                                 | 44 pt.      |
| 500 m               | Fan Kexin                                      | 44"438      | Arianna Fontana                                                     | 44"467      | Lana Gehring                                                    | 44"815      |
| 1000 m              | Cho Ha-ri                                      | 1'31"283    | Li Jianrou                                                          | 1'31"325    | Valérie Maltais                                                 | 1'31"350    |
| 1500 m              | Li Jianrou                                     | 2'23"217    | Liu Qiuhong                                                         | 2'23"411    | Marie-Ève Drolet                                                | 2'23"474    |
| 3000 m              | Valérie Maltais                                | 4'55"408    | Arianna Fontana                                                     | 5'01"187    | Marie-Ève Drolet                                                | 5'03"387    |
| Staffetta 3000 m    | Cina Liu Qiuhong Kong Xue Fan Kexin Li Jianrou | 4'13"855    | Stati Uniti Lana Gehring Jessica Smith Emily Scott Tamara Frederick | 4'17"223    | Corea del Sud Cho Ha-ri Choi Jung-won Son Soo-min Lee Eun-byeol | 4'16"946    |

## Medagliere
| Pos.   | Paese         | Oro | Argento | Bronzo | Totale |
| ------ | ------------- | --- | ------- | ------ | ------ |
| 1      | Corea del Sud | 5   | 4       | 5      | 14     |
| 2      | Cina          | 4   | 2       | 0      | 6      |
| 3      | Canada        | 3   | 2       | 5      | 10     |
| 4      | Italia        | 0   | 2       | 1      | 3      |
| 5      | Stati Uniti   | 0   | 1       | 1      | 2      |
| 6      | Paesi Bassi   | 0   | 1       | 0      | 1      |
| Totale | Totale        | 12  | 12      | 12     | 36     |